# Manaia (Waikato)
Manaia est une localité du côté ouest de la Péninsule de Coromandel, située dans l’Île du Nord de la Nouvelle-Zélande.

## Situation
Elle siège à l’est de la route State Highway 25/ SH 25 (en), au sud de la ville de Coromandel et au nord de la ville de Tapu. 

## Géographie
Le fleuve Manaia s’écoule à partir de la chaîne de Coromandel (en) à travers tout le secteur et dans le mouillage de  Manaia  Harbour vers l’ouest,.
Le mouillage contient des fermes d’aquaculture pour l’élevage des Moules vertes de Nouvelle-Zélande.

## Flore
La “Forêt Sanctuaire de Manaia“ à l’intérieur des terres par rapport à la ville de Manaia, contient les 6 plus grands arbres de type kauri de la Nouvelle-Zélande.
Le Sanctuaire contient environ 410 kauris sur un secteur de 101 hectares.

## Population
L’iwi local est celui des Ngāti Whanaunga (en) et des Ngāti Pūkenga (en).

## Éducation
L’école Manaia School est une école primaire mixte allant de l’année 1 à 8 avec un taux de décile de 2 et un effectif de 42 élèves.
Une école au niveau de la ville de Manaia est mentionnée pour la première fois dans le rapport du ministère de l'Éducation en 1878 .